# Pere Joan Riera
Pere Joan Riera, que signa simplement com Pere Joan, és un dibuixant i il·lustrador mallorquí, nascut a Palma l'any 1956.

## Biografia
Va estudiar Belles Arts a Barcelona. Ha publicat historietes a revistes com Cairo (La Lluvia blanca, 1984) i també al Diario de Mallorca (Julián Velomar en una isla desierta, 1989).
L'any 1991 va obtenir el premi a la millor obra al Saló Internacional del Còmic de Barcelona per Mi cabeza bajo el mar. Aquell mateix any, juntament amb altres autors com Javier Mariscal, Nazario Luque, Alfredo Pons i l'especialista Joan Navarro, va retirar la seva col·laboració a l'exposició "Una Historieta democrática" com a senyal de protesta per la complicitat del Govern Espanyol amb la Guerra del Golf i especialment per l'actitud adoptada pel Ministeri de Cultura.
El 1995 va editar el seu propi fanzine, Nosotros Somos Los Muertos, juntament amb Max. També va serialitzar Bit y Bat a El Pequeño País (1996).
El 2009 va publicar Història del turisme a les Illes Balears, amb guió de Felipe Hernández Cava, i va escriure també Duelo de caracoles (2010) per a Sonia Pulido.

## Estil
Jesús Cuadrado ha destacat la seva "fluïdesa eurítmica".

## Obres[7]
- 1976 Baladas urbanas revista d'historietes.
- 1976 Muérdago revista d'historietes.
- 1979 El Víbora revista del segell Ediciones La Cúpula nº6.
- 1983 Cairo revista d'historietes del segell Norma Editorial nº 21, 22, 23, 28, 29 i 30.
- 1984 Els àlbums de Cairo llibre d'historietes del segell Norma Editorial, SA nº1 (Passatger en trànsit).
- 1985 Mercè 85 publicat per l'Ajuntament de Barcelona.
- 1985 El tebeo de la biennal publicat per l'Ajuntament de Barcelona.
- 1985 Comer llibre d'historietes d'Ediciones Unicorn SA.

- 1986 Más madera revista d'historietes de l'Editorial Bruguera, SA nº 1, 3, 4, 5 i 6.

- 1986 TBO revista d'historietes de l'Editorial Bruguera, SA nº 2, 4, 6 i 7.

- 1987 Misión imposible Editorial Complot. nº 6 (La muerte húmeda) i nº8 (La lluvia blanca)
- 1987 Museo vivo. 16 historietistas y su cámara. Publicat per Instituto de la juventud.
- 1987 Cavall Fort revista d'historietes de la Fundació Cavall Fort nº 589 i 695.
- 1987 10 visions de Barcelona en historieta. Publicat per Editorial Complot, Ajuntament de Barcelona i Caixa de Barcelona.
- 1989 Pequeño País revista d'historietes d'Ediciones El País, SL nº416-437, 523, 535, 722-724, 726-728, 730-740, 748, 762-779, 781-785, 788-793, 795,796, 799, 800, 802, 805-809, 811, 813, 815, 818, 819, 820, 822, 823, 827, 828, 830, 832, 846-855.
- 1990 La exploración llibre d'historietes de l'Editorial Complot nº1 (Mi cabeza bajo el mar).
- 1991 Acordes y viñetas publicació amb historietes d'Ediciones Casset, SL nº 1 (El pop español).
- 1993 Nosotros somos los muertos. Editat per Monograma Ediciones, Inrevés Edicions i Ediciones Sinsentido. nº 0-15.
- 1999  El hombre que se comió a sí mismo. Ediciones Glénat, SL.

- 1999 Mediomuerto. Editat per 6 Asociación i Inrevés Edicions nº1 i 6.
- 2000 Esquitx revista d'historietes del segell APPEC nº 1, 12, 13, 19-27, 29-31 i 35.
- 2001 Col·lecció Estadística al carrer publicat per IBESTAT nº 1-3.
- 2001 Tingram llibre d'historietes editat per Inrevés Edicions
- 2001 Todo Max llibre d'historietes del segell Ediciones La Cúpula nº 4 (La muerte húmeda; El carnaval de los ciervos).
- 2002 Passafronteres Consellería de benestar social de les Illes Balears nº 1 i 2.
- 2003 Tapa roja llibre d'historietes d'Ediciones Sinsentido.

- 2003 Variaciones sobre el cuadro la habitación de Arles, Vincent Van Gogh publicació amb historietes del segell Semana Negra / PEPSI.
- 2004 Azul y ceniza editat per Inrevés Edicions.

- 2004  Día de muertos en México editat per Inrevés Edicions.

- 2005 Lanza en astillero Ediciones Sinsentido / Junta de comunidades de Castilla-la Mancha.
- 2006 Max. Conversación / Sketchbook Ediciones Sinsentido.
- 2006 Pere Joan. 1992-2006 Ediciones Sinsentido.

- 2007 Los otros del segell Semana Negra /PEPSI.
- 2008 Cada dibuixant és una illa Inrevés Edicions.
- 2008 Desde el abismo llibre d'historietes del segell Viaje a Bizancio Ediciones
- 2009 Història del turisme a les Illes Balears Inrevés Edicions.

- 2010 Duelo de caracoles Ediciones Sinsentido.

- 2011 Nocilla experience Ediciones Alfaguara.
- 2011 Yes we camp! llibre d'historietes del segell Dibbuks.
- 2011 El aprendizaje de la lentitud d'Edicions Glénat, SL.
- 2012 Nuevas hazañas bélicas d'Edicions Glénat, SL / Editores de Tebeos, SL nº 16.
- 2013 Panorama d'Astiberri Ediciones.
- 2014 Negro, Autsider Cómics, número 13.
- 2015 Viaje a Cotiledonia, Edicions de Ponent
- 2023 Neocaos, Disset Edició